# Lanius tigrinus
Lanius tigrinus е вид птица от семейство Laniidae.

## Разпространение
Видът е разпространен в Бруней, Виетнам, Индонезия, Камбоджа, Китай, Лаос, Малайзия, Мианмар, Русия, Северна Корея, Сингапур, Тайланд, Южна Корея и Япония.